# Cinchona pyrifolia
Cinchona pyrifolia är en måreväxtart som beskrevs av Bengt Lennart Andersson. Cinchona pyrifolia ingår i släktet Cinchona och familjen måreväxter. Inga underarter finns listade i Catalogue of Life.